# مانتینس
مانتینس (به اسپانیایی: Mantinos) یک شهرستان در اسپانیا است که در استان پالنسیا واقع شده‌است.

## خصوصیات
مانتینس ۲۵ کیلومترمربع مساحت و ۱۷۰ نفر جمعیت دارد.